# Anita Tomulevski
Anita Tomulevski, po mężu Bjerregård (ur. 15 marca 1977 w Oslo) – norweska lekkoatletka specjalizująca się w skoku o tyczce.

## Osiągnięcia
Karierę sportową zaczęła od gimnastyki sportowej, w latach 1991–1995 pięciokrotnie zdobywała złote medale mistrzostw Norwegii. Od 1996 z sukcesami zaczęła trenować skok o tyczce, notując liczne wartościowe rezultaty:
- 8. miejsce podczas halowych mistrzostw Europy (Sztokholm 1996)
- czterokrotna mistrzyni kraju
- pierwsza rekordzistka Norwegii w skoku o tyczce (3,80 11 czerwca 1996 Gjøvik), wynik ten został poprawiony dopiero 9 lat później, kiedy to Cathrine Larsåsen skoczyła 3,81[1]

## Rekordy życiowe
- skok o tyczce (stadion) – 3,80 (1996)
- skok o tyczce (hala) – 3,85 (1996)